# Папа Гринвич-Виллидж
«Папа Гринвич-Виллидж» (англ. The Pope of Greenwich Village) — кинофильм.

## Сюжет
Чарли и его вечно создающий проблемы кузен Поли решают украсть 150 000$, чтобы на скачках поставить деньги на «выигрышную» лошадь, о которой есть секретная информация у Поли. Последствия грабежа создают для них серьёзную проблему с местным боссом мафии и коррумпированным полицейским управлением Нью-Йорка.

## Достижения
- 1985 — номинация на премию «Оскар» в категории «Лучшая женская роль второго плана» (Джеральдин Пейдж)[1].